# Logis Cathuis
Le logis Cathuis (également orthographié Cattuit ou Catuit) est un ancien immeuble, situé approximativement au niveau des nos 19 et 21 de la rue des Hauts-Pavés à Nantes, en France. Inscrit au titre des monuments historiques en 1926, il a été démoli en 1980.

## Histoire

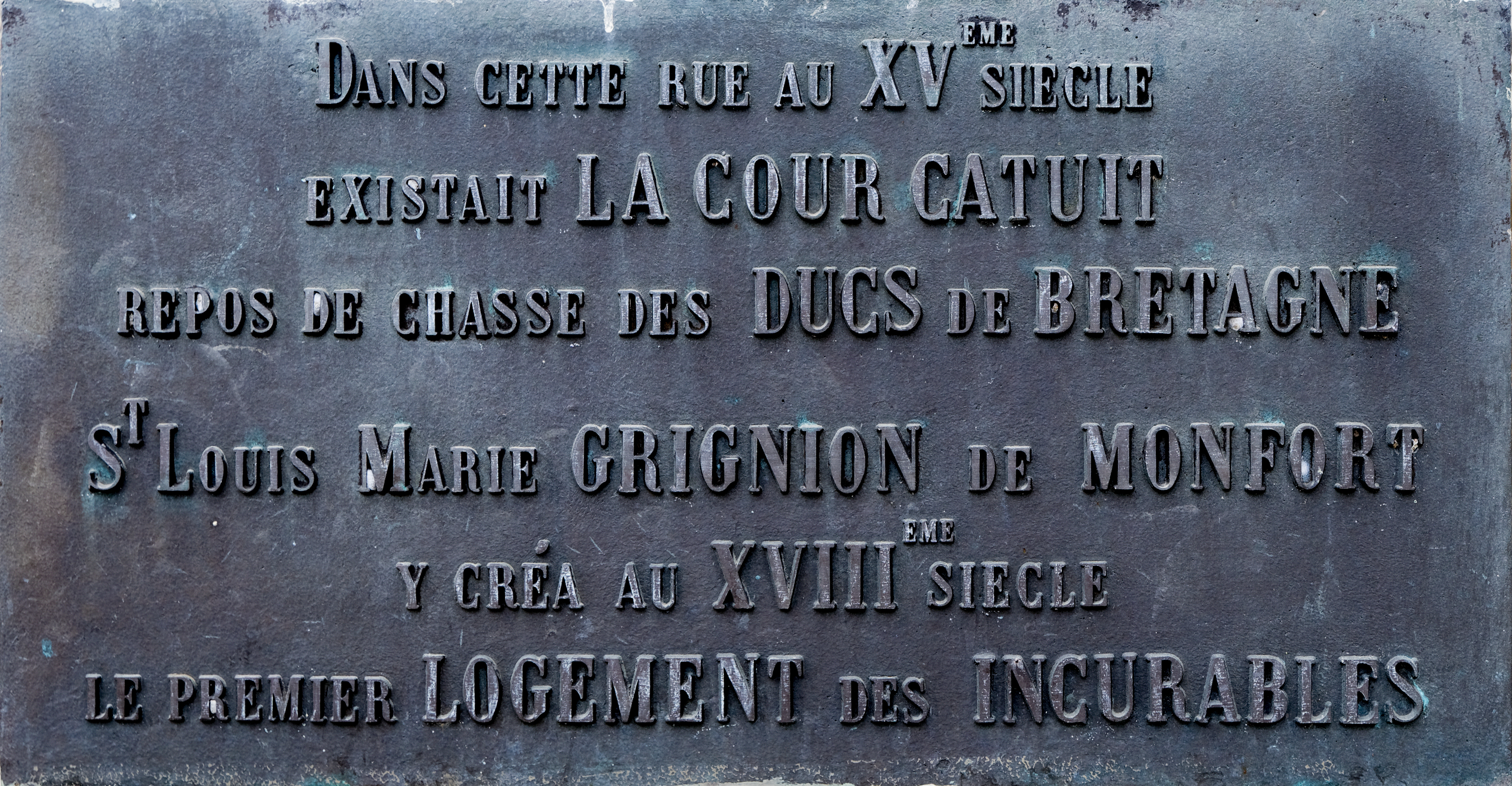
Plaque commémorative

Cette maison faisait partie d'un ensemble organisé autour d'une cour (« cour Cathuis »), et doit son nom à son propriétaire, un fonctionnaire du duc François II de Bretagne. Ce dernier en a fait son pavillon de chasse lorsqu'il faisait des parties de chasse dans la forêt d'Orvault, habitude que sa fille, Anne de Bretagne, a également prise,.
Au XVIIIe siècle, Louis-Marie Grignion de Montfort achète l'ensemble pour y installer un hospice d'incurables. Par la suite, un serrurier s'y installe, avant que le « logis » ne serve d'entrepôt à un cordonnier.
Le bâtiment est inscrit au titre des monuments historiques par arrêté du 7 janvier 1926.
Le plan d'aménagement de la ville prévoit, en 1948, l'élargissement de la rue des Hauts-Pavés. Il est prévu d'en faire une route nationale, si bien que c'est l'État qui fait l'acquisition des propriétés. Mais, le projet étant abandonné, c'est la ville qui devient propriétaire. Comme d'autres bâtiments autour, le logis est laissé à l'abandon. Il est même endommagé par un incendie en 1974. En raison du montant élevé des travaux nécessaires à la remise en état du site, la municipalité décide, le 17 mars 1980, de démolir le pâté de maisons. En 1984, des immeubles d'habitation sont construits sur les parcelles libérées.
Une plaque commémore ce lieu,, place de la Fontaine-Morgane.

## Architecture
Le logis était un manoir haut-breton. Il comprenait des salles hautes. Les chambres, au premier étage, contenaient de grandes cheminées. L'ensemble était distribué par deux escaliers à vis. Parmi les édifices se trouvait une chapelle. Au début du XXe siècle, quelques sculptures du XVe étaient encore visibles.